# Mikonsaari (ö i Birkaland, Övre Birkaland, lat 61,89, long 23,94)
Mikonsaari eller Viitasaari är en ö i Finland. Den ligger i sjön Palovesi och Jäminginselkä och i kommunen Ruovesi i den ekonomiska regionen  Övre Birkalands ekonomiska region  och landskapet Birkaland, i den södra delen av landet, 200 km norr om huvudstaden Helsingfors. Öns area är 1,8 hektar och dess största längd är 220 meter i nord-sydlig riktning.